# Оян (Таскалинський район)
Оя́н (каз. Оян) — село у складі Таскалинського району Західноказахстанської області Казахстану. Адміністративний центр Кощинського сільського округу.
У радянські часи село називалось Мартиново.
Населення — 538 осіб (2021; 610 у 2009, 975 у 1999, 1167 у 1989).